# Saussurea petiolata
Saussurea petiolata là một loài thực vật có hoa trong họ Cúc. Loài này được Kom. ex Lipsch. miêu tả khoa học đầu tiên năm 1972.